# Polyplectropus mignonae
Polyplectropus mignonae är en nattsländeart som beskrevs av Bueno-soria 1990. Polyplectropus mignonae ingår i släktet Polyplectropus och familjen fångstnätnattsländor. Inga underarter finns listade i Catalogue of Life.